# Cryphia blepharista
Cryphia blepharista là một loài bướm đêm trong họ Noctuidae.